# Прикаспийска низина
Прикаспийската низина (на руски: Прикаспийская низменность), позната и като Каспийска депресия, е обширна низина в югоизточната част на Източноевропейската равнина, простираща се на територията на Русия (Дагестан, Калмикия, Астраханска и Волгоградска област) и Казахстан (Атърауска, Мангистауска и Западноказахстанска област).
На запад е ограничена от възвишенията Ставрополско и Ергени и долното течение на Волга, на север – от възвишението Общ Сърт, на североизток и изток – от Предуралското плато, на югоизток – от стръмните склонове на платото Устюрт и полуостров Мангиншлак и на юг – от бреговете на Каспийско море. В тези си граници заема площ около 200 хил.km2. Ниската и равна повърхност във вътрешните приморски части се намира под морското равнище (от 0 до –28 m), а крайните части се издигат до 100 m относителна височина. В западната си част се пресича от Волго-Ахтубинската заливна тераса. В нея са разположени делтите на реките Волга, Терек, Сулак, долните течения на реките Урал и Емба. Основната част от низината съответства на дълбоката тектонска падина в югоизточния край на Източноевропейската платформа – Прикаспийската синеклиза. Равнинният релеф е усложнен от малки височини – солени куполи (връх Голямо Богдо 149 m и други). През антропогена тя е била залята от древнокаспийската трансгресия и по дъното ѝ са се отложили глини и пясъци в северните ѝ части и само пясъци – в южните. Характерни елементи на релефа на низината са ниските и дълги валове (беровски бугри) в делтата на Волга, малките безотточни падини и блюда заети от временни езера на запад от нея.
Климатът в низината е сух, континентален, с относително студена и безснежна зима. Средната януарска температура е от –14 °C на север до –8 °C на брега на Каспийско море и е по-ниска за дадената географска ширина. Лятото е сухо и горещо със средна юлска температура от 22 °C на север до 24 °C на юг. Годишната сума на валежите е около 200 mm, а на юг и изток и по-малка. Във вътрешните приморски части на изток господстват пустинните ландшафти, а на север, запад и северозапад – полупустинните. Основната растителност е тревистата.
Във Волго-Ахтубинската заливна тераса е развито градинарството и овощарството. Разработват се големи находища на нефт и газ (Урало-Ембинския нефтогазаносен район), а в езерата Елтон и Баскунчак се добива готварска сол.

## Национален атлас на Русия
- Южната част на Европейска Русия[2]
- Каспийско море[3]